# Ернесто Албаракин
Ернесто Оскар Албаракин (Буенос Ајрес, 25. септембар 1907. — датум смрти непознат) био је аргентински фудбалски везни играч који је играо за Аргентину на светском првенству 1934 . Играо је и за клуб Спортиво Буенос Ајрес.